# Patrick de Salisbury
Pour les articles homonymes, voir Salisbury.
Patrick de Salisbury ou Patrice († 1168), 1er comte de Salisbury (ou du Wiltshire), fut un baron anglo-normand qui choisit le parti de Mathilde l'Emperesse dans la guerre civile (1139-1153) pour le trône d'Angleterre qui opposa cette dernière à Étienne d'Angleterre.

## Biographie
Patrick de Salisbury est le plus jeune fils de Gautier de Salisbury († 1147), possible shérif héréditaire du Wiltshire durant le règne d'Étienne d'Angleterre et de Sibylle de Sourches. Son frère aîné Guillaume ayant été tué en 1143 à la bataille de Wilton, alors qu'il prenait part à l'attaque de Robert, le comte de Gloucester, sur l'abbaye de Wilton, il reçoit le patrimoine familial. 
Son héritage comprend l'honneur de Chitterne (Wiltshire) qui a plus de quarante chevaliers inféodés en 1166. Il est aussi constable du château de Salisbury, remplaçant son frère Guillaume. 
Dans les premières années de la guerre civile, il est loyal au roi, et concentre surtout son énergie sur un conflit local avec Jean le Maréchal, châtelain de Marlborough. Les deux hommes finissent par s'entendre, et Jean épouse Sibylle, la sœur de Patrick. Elle sera donc la mère de Guillaume le Maréchal. Patrick rejoint alors Jean dans le parti de l'Emperesse.
Mathilde l'Emperesse le fait comte de Salisbury avant 1147 pour le récompenser de son soutien. En son nom, il s'empare temporairement du château de Downton appartenant à Henri de Blois, le frère du roi et évêque de Winchester. Pour cette action, lui et ses hommes sont excommuniés. Il semble avoir servi de shérif dans le Wiltshire pour le comte de l'Emperesse et frappé sa propre monnaie, comme bon nombre d'autres barons.
En 1153, il est témoin du traité de Winchester qui met fin à la guerre civile. Après l'accession au trône d'Henri II en 1154, il conserve son titre de comte et fait office de shérif du Wiltshire jusqu'en 1160. 
Il est envoyé par Henri II en Aquitaine pour commander les troupes royales quelques années plus tard, et il meurt en 1168 dans une bataille contre les troupes rebelles de la famille Lusignan, blessé par une lance. Il est inhumé à Poitiers, et son fils, aussi nommé Patrick, lui succède comme comte de Salisbury.

## Mariage et descendance
Il épouse Ela, la fille de Guillaume Talvas, comte de Ponthieu, veuve de Guillaume III de Warenne († 1148), comte de Surrey. Ils ont pour descendant :
- Guillaume († 1196), qui succède à son père.

### Sources
- Emilie Amt, « Salisbury, Patrick of, first earl of Salisbury (d. 1168) », dans Oxford Dictionary of National Biography, Oxford University Press, 2004. Accédé en décembre 2008.